# Froidcul
Froidcul est une ville en  Moselle. Cette localité est aussi appelée Sainte-Ségolène, en référence au nom de sa chapelle.

## Géographie
Placé sur un plateau entre Moyeuvre-Grande et Briey (Meurthe-et-Moselle), entre les vallées de l'Orne et du Conroy. Le lieu-dit se trouve au cœur de la grande forêt domaniale de Moyeuvre-Grande.
Au début du XXIe siècle, Froidcul compte près de 3 000 habitants.

## Toponymie
Anciens noms et orthographe de Froidcul :
- - Froidcul (Haute et Basse).
- Froidcul (1333) et (1571)
- Froid (1779)
- Froiscul (1808)
- Haute et Basse Froidcul  (1817)
- Froicul trois écarts (1900)
- Kaltend (1917)
- Froidcul (1967)

Froidcul du latin furcula, diminutif de  furca, petit croisement de routes
Il y a homonymie avec le lieu-dit Froidcul de la commune de Longuyon.

## Histoire
Froidcul est originellement un lieu-dit agricole. Pendant des siècles, il n’y eut que quelques fermes.
Dans les années 1920, une cité pour mineurs de fer est construite par les maîtres de forges entre les fermes du lieu. Les logements sont construits pour loger des mineurs de fer ou les personnels des usines sidérurgiques. La chapelle Sainte-Ségolène est construite durant ces années.
Dans les années 1930, Froidcul compte environ 1 500 habitants. Puis dans le milieu des années 1950, d'autres logements sont construits : des maisons de type « Castors » et les « Plans-Courants » sortent de terre.
Au début des années 1960 sont construits les blocs et les logements pavillonnaires. Froidcul compte alors plus de 5 000 habitants. Le quartier a deux marchés hebdomadaires, son cinéma, sa fête foraine annuelle et sa fanfare.
Au cours des années 1980, plusieurs blocs sont démolis et d'autres sont rénovés. Des lotissements fleurissent également sur le plateau.
Dans les années 2000, la population de Froidcul diminue et passe à environ 3 000 habitants, à la suite de la crise de la sidérurgie qui a durement frappé le quartier.

## Lieux et monuments
- Chapelle Sainte-Ségolène, inaugurée le 6 avril 1930.

## Photographies

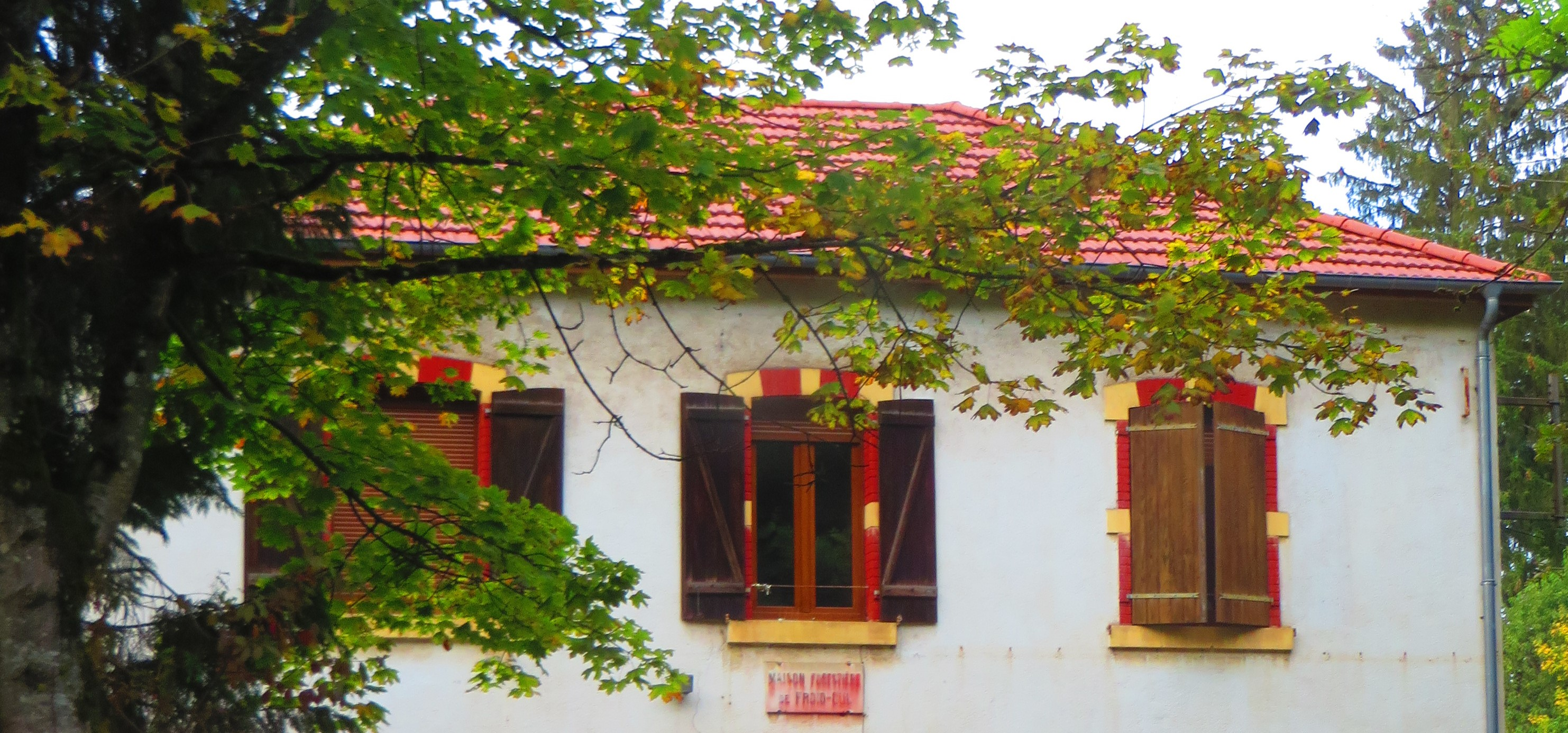
Maison forestière avec une plaque indiquant Le Froid-Cul.
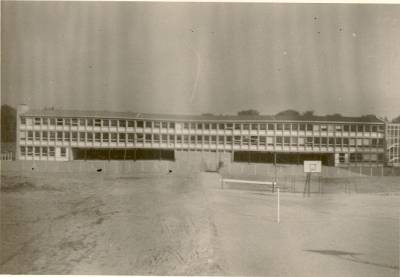
Ancienne école Joliot-Curie de Froidcul.